# Unsane (filme)
Unsane (Brasil: Distúrbio ) é um filme de thriller psicológico estadunidense dirigido por Steven Soderbergh e escrito por Jonathan Bernstein e James Greer. É estrelado por Claire Foy, Joshua Leonard, Jay Pharoah, Juno Temple, Aimee Mullins e Amy Irving. Estreou mundialmente no Festival Internacional de Cinema de Berlim em 21 de fevereiro de 2018, sendo lançado nos cinemas dos Estados Unidos no dia 22 de março de 2018. Foi lançado em 19 de julho do mesmo ano no Brasil, via streaming. O filme foi gravado inteiramente com um iPhone 7 Plus.

## Enredo
Após o término de seu namoro, Sawyer Valentini começa a se sentir constantemente perseguida. Suspeitando do seu ex-namorado, tenta fugir e busca ajuda numa clínica psiquiátrica, onde é aconselhada a passar alguns dias internada ali. Durante seu isolamento, ela fica confusa se o seu algoz está no local ou tudo não passa de ilusão da sua mente.

## Elenco
- Claire Foy como Sawyer Valentini[3]
- Joshua Leonard como David Strine[3]
- Jay Pharoah como Nate Hoffman[3]
- Juno Temple como Violet[3]
- Aimee Mullins como Ashely Brighterhouse[3]
- Amy Irving como Angela Valentini[3]
- Matt Damon como Detetive Ferguson[3]
- Erin Wilhelmi como Hayley[3]
- Colin Woodell como Mark[3]
- Raul Castillo como Jacob[3]
- Zach Cherry como Dennis[3]